# Henri Dominique Lallemand
Pour les articles homonymes, voir Lallemand.
Henri Dominique Lallemand, né le 18 octobre 1777 à Metz (Moselle) et mort le 15 septembre 1823  à Bordentown (New Jersey), est un général français de la Révolution et de l'Empire qui s'exile aux États-Unis sous la Restauration.

## Biographie

### Origines familiales et jeunesse
Henri Dominique Lallemand naît le 18 octobre 1777 à Metz, une place forte du royaume de France. Il est le fils d'un perruquier sur la place Saint-Louis et le frère cadet de François Antoine Lallemand. Il reçoit une bonne éducation puisqu'il se présente au concours de la toute nouvelle École polytechnique, créée en 1794, où il est admis à l'âge de 19 ans le 21 frimaire an V (11 décembre 1796). Il poursuit ensuite ses études à l'École d'application de Châlons-sur-Marne et ne tarde pas à devenir un officier distingué dans l'artillerie.

### Officier de la Grande Armée
Henri Lallemand participe à toutes les guerres du Premier Empire, obtenant un avancement rapide grâce à ses talents et à sa bravoure. Il commandera plus tard les canonniers à cheval de la Garde impériale, introduisant dans ce corps des manœuvres novatrices. Le 13 août 1810 il est fait baron d'Empire. Il fait ensuite la campagne de 1814, comme général de brigade, promu le 12 mars 1814. Nommé chevalier de l’ordre de Saint-Louis par Louis XVIII, il est mis à la retraite sous la Première Restauration.
Lors du débarquement de Napoléon Ier après son exil à l'île d'Elbe, Lallemand tente sans succès, avec son frère François et Charles Lefebvre-Desnouettes, de s'emparer du dépôt d'artillerie de La Fère. Arrêté près de Château-Thierry, il est alors conduit à la prison de Laon. Libéré lors de l'entrée de Napoléon dans Paris le 20 mars 1815, il reprend son service actif durant les Cent-Jours et est nommé général de division,,. À la bataille de Waterloo, il est blessé à la tête de l'artillerie de la Garde. Il suit ensuite l'armée sous les murs de Paris, puis au sud de la Loire.
Henri Lallemand décide alors d'embarquer pour les États-Unis, où il apprend sa condamnation à mort par contumace le 21 août 1816.

### L'exil sous la Restauration
Aux États-Unis, Henri Lallemand fait partie de l'entourage du prince Joseph Bonaparte, et fréquente la bonne société de Philadelphie. Le 28 octobre 1817 il épouse en l'église Saint-Augustin (en) Henriette Girard,, âgée de 18 ans, nièce d'un riche négociant nommé Stephen Girard, d'origine française et établi à Philadelphie. Les relations de Stephen Girard avec Joseph Bonaparte font croire un moment aux réfugiés français que quelque grande entreprise en faveur du frère de l'Empereur se prépare dans l'ombre et qu'on compte sur eux pour la mettre à exécution : ils furent cruellement détrompés.
Henri Lallemand aurait pu se contenter alors d'une existence de luxe à Philadelphie, mais il préfère rejoindre au Texas, en 1819, son frère François Antoine pour l'aider à monter le projet du Champ d'asile et se lance dans cette aventure jusqu'à la déconfiture. Moins compromis que son frère dans des affaires de banqueroute liées à cette entreprise, il retourne ensuite à la Nouvelle-Orléans pour y écrire un traité d'artillerie. Enfin, sa santé vacillant, il revient dans le New-Jersey et meurt le 15 septembre 1823 à Bordentown à l'âge de 45 ans,. Stephen Girard lui fait construire un caveau dans le cimetière de Philadelphie.
Grâce à un legs de 20 000 $ de son oncle mort en 1831, Caroline, la fille unique de Henri et de Henriette, peut recevoir une bonne éducation ; elle épouse ensuite le comte de Saint-Marsault et vient s'établir en France.

## Distinctions
- Baron d'Empire (13 août 1810)[4]
- Ordre national de la Légion d'honneur
  - Chevalier de la Légion d'honneur, en 1804[9]
  - Officier de la Légion d'honneur, le 19 décembre 1808[9] ;
  - Commandeur de la Légion d'honneur, le 6 novembre 1813[9].
- Chevalier de l’ordre de Saint-Louis[5]